# Virgil Vernier
Virgil Vernier est un acteur et réalisateur français né le 21 août 1976 à Paris. Il est d'origine roumaine par sa mère.

## Biographie
Depuis 2001, Virgil Vernier réalise des films qui mélangent fiction, documentaire, et mythologie. En 2013, il tourne Mercuriales présenté dans la programmation de l'ACID lors du Festival de Cannes 2014.

## Filmographie

### Réalisateur

#### Courts et moyens métrages
- 2001 : Karine
- 2004 : L'Oiseau d'or
- 2009 : Thermidor (présenté à la Quinzaine des réalisateurs)[5]
- 2010 : Pandore
- 2013 : Orléans
- 2014 : Andorre
- 2014 : Vega
- 2015 : Iron Maiden
- 2019 : Meriadeck
- 2020 : Sapphire Crystal (Grand prix André S. Labarthe de la compétition fiction du festival Côté court 2020)[6]
- 2022 : Kindertotenlieder
- 2024: Imperial Princess

#### Longs métrages
- 2007 :
  - Flics (Simulation) (coréalisateur: Ilan Klipper) ;
  - Chroniques de 2005.
- 2009 : Autoproduction
- 2010 : Commissariat (coréalisateur : Ilan Klipper)
- 2014 : Mercuriales
- 2018 : Sophia Antipolis
- 2024 : 100.000.000.000.000 (Cent mille milliards)[7]

### Acteur
- 2010 : La République de Nicolas Pariser (court métrage) : le second énarque
- 2010 : Don't Touch Me Please de Shanti Masud (court métrage)
- 2011 : Polisse de Maïwenn : le troisième homme au dîner
- 2012 : Vilaine fille, mauvais garçon de Justine Triet (court métrage) : copain de la fête
- 2013 : La Bataille de Solférino de Justine Triet : Virgil, le petit ami de Lætitia
- 2015 : La Mal aimée de Caroline Deruas (court métrage) : ami à la soirée
- 2016 : Tout de suite maintenant de Pascal Bonitzer : Zeligmann
- 2016 : L'Indomptée de Caroline Deruas : Virgil
- 2016 : La Papesse Jeanne de Jean Breschand : le moine au mouton
- 2019 : Les Extraordinaires mésaventures de la jeune fille de pierre de Gabriel Abrantes (court métrage) : Dante Fragonard, le guide
- 2022 : Koban Louzou de Brieuc Schieb (moyen métrage) : Aymeric

## Publications
- Arcana 1, Éditions Lutanie & Préféré, Paris, 2016
- Arcana 2, Éditions Lutanie, Paris, 2017
- Arcana 3, Éditions Lutanie, Paris, 2017
- Occitane Lacurie et Barnabé Sauvage, « Virgil Vernier, L’ordre et l’architectural », Débordements,‎ 31 mars 2021 (lire en ligne, consulté le 6 avril 2021)